# ولدون، کالیفرنیا
ولدون (به انگلیسی: Waldon) یک منطقهٔ مسکونی در ایالات متحده آمریکا است که در شهرستان کنترا کوستا، کالیفرنیا واقع شده‌است. ولدون ۱٫۷ کیلومتر مربع مساحت و ۵٬۱۳۳ نفر جمعیت دارد و ۲۸٫۰۴ متر بالاتر از سطح دریا قرار دارد.